# Tinos
Tinos (tiếng Hy Lạp: Τήνος) [ˈtinos] là một hòn đảo của Hy Lạp nằm trên biển Aegea. Đảo là một phần của nhóm đảo Cyclades. Vào thời cổ đại, Tinos được gọi là Ophiussa (từ ophis, tiếng Hy Lạp nghĩa là rắn) và Hydroessa (từ hydor, tiếng Hy Lạp nghĩa là nước). Các hòn đảo gần nhất là Andros, Delos và Mykonos. Đảo có diện tích xấp xỉ 194 km² và theo điều tra vào năm 2001, đảo có 8.574 cư dân.
Từ năm 1207 đến 1715, Tinos nằm trong tay Cộng hòa Venezia. Từ năm 1715 đến 1821, Tinos thuộc đế chế Ottoman cho đến khi nổ ra Chiến tranh giành độc lập Hy Lạp. Đảo được gọi là İstendil trong thời kỳ Ottoman cai quản.
Tinos được ngưởi Hy Lạp biết đến với Nhà thờ Panagia Evangelistria, 80 cối xay gió, khoảng 1000 cáp xá nghệ thuật, 50 ngôi làng và các công sự Venezia trên núi, Exobourgo. Tại Tinos, cả Chính Thống giáo Hy Lạp và Công giáo Rôma cùng tồn tại, và hòn đảo cũng nổi tiếng là nơi có nhiều nhà điêu khắc và họa sĩ nổi tiếng như Nicholaos Gysis, Yannoulis Chalepas và Nikiforos Lytras.